# Sandra Regina Machado
Sandra Regina Machado Arantes do Nascimento Felinto (Guarujá, 24 de agosto de 1964 — Santos, 17 de outubro de 2006) foi uma política brasileira de Santos, São Paulo.
A vereadora ficou nacionalmente conhecida após travar uma longa batalha judicial pelo reconhecimento de sua paternidade com Edson Arantes do Nascimento, o famoso jogador Pelé, reconhecimento que demorou quase trinta anos para acontecer.

## Carreira
Sandra começou a vida profissional como balconista, mas a notoriedade do caso e sua facilidade de comunicação a lançaram logo para a carreira política. Foi eleita vereadora em 2000 e reeleita em 2004 na cidade de Santos pelo Partido Social Cristão (PSC).
Uma de suas vitórias na câmara foi tornar o exame de DNA gratuito em 2001 para pacientes da rede pública, lei municipal que logo depois foi nacionalmente estendida. Tentou por duas vezes ser deputada estadual: nas eleições de 2002 obteve mais de 30 mil votos e nas de 2006 mais de 19 mil. Mesmo assim, não conseguiu alcançar um número de votos suficiente para obter uma cadeira na câmara estadual.

## Batalha com Pelé

### DNA e reconhecimento
O ex-jogador havia tido um romance esporádico com a dona de casa Anísia Machado, mãe de Sandra, em 1963, e não quis assumir a filha por ter dúvidas sobre a paternidade e porque seria um escândalo assumir uma criança fora do casamento, na época, fato que sempre magoou Sandra Regina, que afirmava que só queria ter um pai. O processo começou em 1991, mas o reconhecimento em si só veio em 19961, após o resultado positivo do exame de DNA, quando ela acrescentou o sobrenome «Arantes do Nascimento». Contudo, o ex-jogador recorreu treze vezes e nunca quis aproximação com a filha. Nascida Sandra Regina Machado, ao casar passou a usar o sobrenome Felinto, do marido.
Em maio de 2001, um juiz da 10.ª Vara Cível do Fórum de Santos julgou improcedente um pedido de indenização por danos morais, no qual Sandra alegava não ter tido chance de desfrutar do mesmo apoio emocional, psicológico e financeiro que tiveram os outros filhos legítimos de Pelé.

### Livro
Em sua trajetória de vida, Sandra Regina escreveu um livro intitulado A Filha que o Rei não Quis, em relançamento pela Editora Roccia, de São Paulo, no qual relatou o sentimento de rejeição do famoso pai com respeito a ela.

## Morte
A vereadora morreu em 17 de outubro de 2006, aos 42 anos, em decorrência de metástase pulmonar, falência múltipla de órgãos e câncer de mama, na UTI da Beneficência Portuguesa de Santos, local onde estava internada. A doença foi descoberta em maio de 2005 no seio direito, que foi retirado, mas logo se espalhou pelo esquerdo e se alastrou por diversos órgãos, apesar da quimioterapia. Segundo relatos médicos, Sandra foi resistente ao tratamento por crer num milagre divino, preferindo deixar o tratamento para mais tarde: «Alertamos várias vezes que ela não poderia postergá-lo, mas ela dizia que tinha muitas atividades e que não podia.»
O velório foi realizado no salão nobre da Prefeitura de Santos e o enterro no Cemitério Memorial Necrópole Ecumênica. Pelé não compareceu ao enterro, mas enviou flores, em nome das Empresas Pelé, as quais foram devolvidas.
Evangélica da Assembleia de Deus e universitária de Direito, Sandra era casada com o pastor Ozeas Felinto e deixou dois filhos: Octávio e Gabriel.